# حدسية كبلر
في الرياضيات، حدسية كيبلر هي حدسية حول تعبئة الكرات في الفضاء الإقليدي.
سميت هذه الحدسية هكذا نسبة لعالم الفلك الألماني يوهانس كيبلر والذي عاش في القرن السابع عشر ميلادي.
تنص هذه الحدسية على أن لايوجد أي ترتيب لتعبئة كرات متساوية الحجم يكون ذو كثافة أكبر من كثافة التعبئة المتراصة في شكل هرم مسدس HCP، حيث تكون هذه الكثافة تساوي حوالي 74%.

## شرح الحدسية

شكل تعبئة الكرات، الطريقة المكعبية مركزية الأوجه (يسار)، طريقة الموشور المسدسي (يمين).

تخيل ملئ علبة كبيرة بكمية من الكرات الصغيرة. كلما زادت كثافة الكرات داخل العلبة كلما زاد عدد الكرات الممكن وضعها داخل العلبة، حيث أن الكثافة متناسبة مع الحجم الذي تشغله الكرات داخل العلبة. حتى نحصل على أكبر عدد للكرات في العلبة هناك حاجة لإيجاد ترتيب يعطي أكبر كثافة، بحيث تكون الكرات متراصة إلى بعضها البعض بأكبر درجة ممكنة.
توضح التجارب أن إسقاط الكرات بعشوائية سيعطي كثافة حوالي 65%. بينما من الممكن الحصول على كثافة عالية عن طريق ترتيب الكرات على النحو التالي:
- ابدأ بطبقة من الكرات تشكل مسدس
- الكرة التالية في الصف التالي توضع في أسفل نقطة فوق الطبقة الأولى (مثلما ترتب البرتقالات في محلات بيع الفواكة)
- تعطي هذه الطريقة نوعين من الترتيب هما:
  - الترتيب المكعبي مركز الأوجه HCC
  - الترتيب الموشوري المسدسي HCP

كلا هذين الترتيبين له كثافة وسطية تساوي
{\displaystyle {\frac {\pi }{\sqrt {18}}}\simeq 0.74048.}
وحدسية كيبلر تقول أن هذا الرقم هو أكبر كثافة من الممكن الوصول لها في تعبئة الكرات.

## وصلات خارجية
- Weisstein, Eric W. "حدسية كيبلر". MathWorld (بالإنجليزية).